# 포보아상

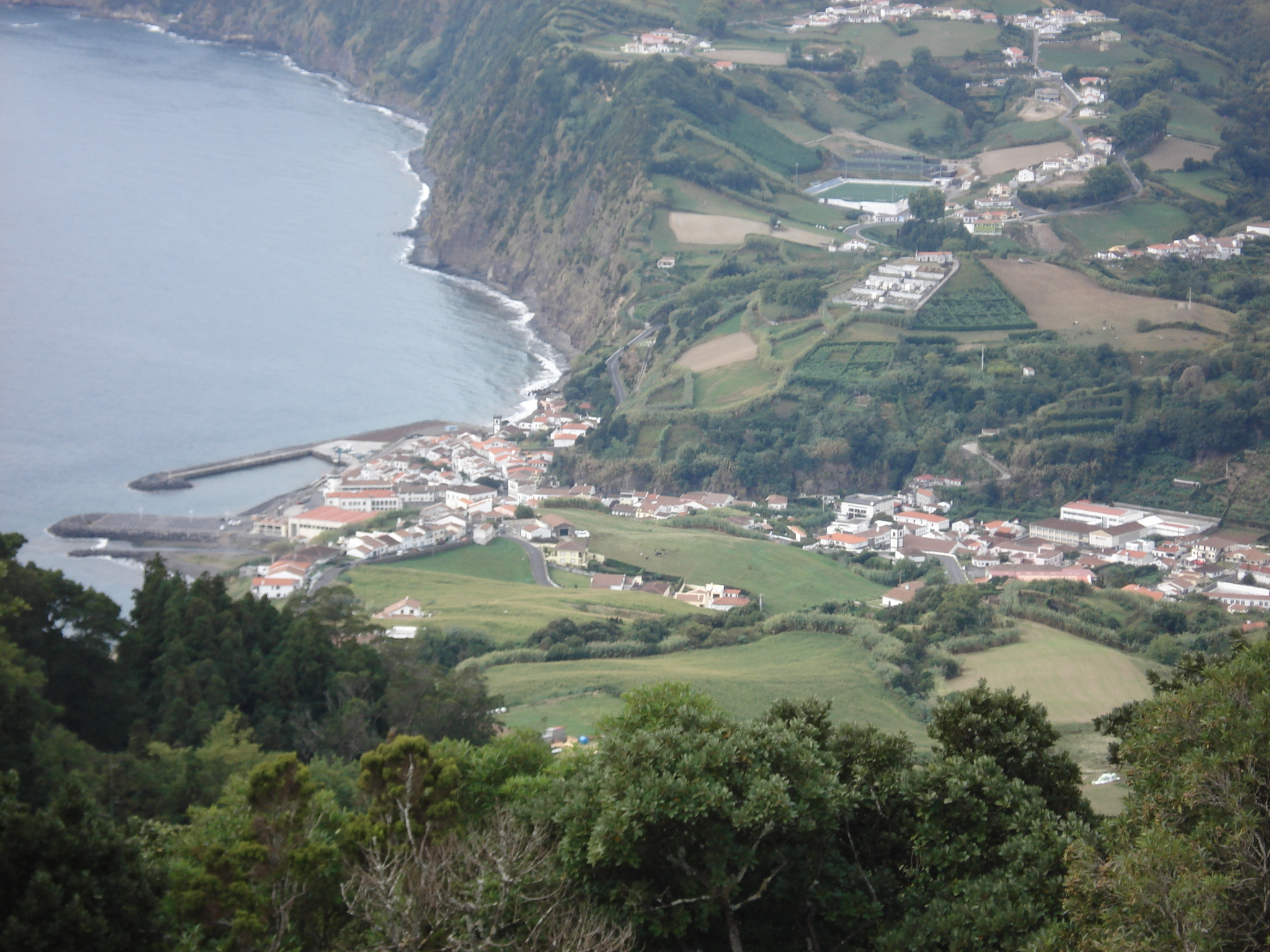
포보아상

포보아상(포르투갈어: Povoação)는 포르투갈 아소르스 제도의 섬 중 하나인 상미겔섬의 주요 도시이다. 면적은 106.41km2, 인구는 2011년 기준으로 6,327명이다.